# ناحیه شهر توس
ناحیهٔ شهر توس (به تاجیکی: Ноҳияи Шаҳритус) یکی از ناحیه‌های اداری ولایت ختلان است که در جنوب کشور تاجیکستان جای دارد و مرکز این ناحیه، جماعت سربند است که تا شهر دوشنبه ۲۳۰ کیلومتر فاصله دارد.
بر پایهٔ آمار سال ۲۰۰۹ میلادی، این ناحیه ۱۰۴٫۰۰۰ نفر جمعیت داشته‌است.

## حکومت
سرور ناحیهٔ شهر توس، رئیس حکومت آن است که توسط رئیس جمهور تاجیکستان برگزیده می‌شود، نهاد قانونگذاری ناحیهٔ شهر توس، مجلس نمایندگان خلق می‌باشد که توسط رأی‌دهندگان این ناحیه برای ۵ سال انتخاب می‌شوند.

## تقسیمات
جماعت‌های این ناحیه بشرح زیر است:
| بخش‌های شهرستان شهر توس |       |
| جماعت (بخش)            | جمعیت |
| شهر توس                | ۱۱۷۲۶ |
| پخته‌آباد               | ۱۴۶۷۱ |
| آبشاران                | ۶۰۱۰  |
| صیاد                   | ۱۱۹۴۹ |
| یوری نظرف              | ۱۳۳۶۳ |
| هالمتوف                | ۲۳۲۲۳ |